# Peribatodes fallentaria
Peribatodes fallentaria là một loài bướm đêm trong họ Geometridae.